# Ucata
Ucata est l'une des trois paroisses civiles de la municipalité d'Atabapo dans l'État d'Amazonas au Venezuela. Sa capitale est Laja Lisa.

## Localités
- Caimán
- Canarabén
- Canaripo
- Cangrejo
- Caño Madama
- Caño Mure
- Caño Piojo
- Cascara Dura
- Cucurial
- Cucurital
- Curumi
- El Cucuy
- El Danto
- El Desecho
- El Merey
- El Suropano
- Gurinuma
- Isla Santa Bárbara
- La Paloma
- La Primavera
- Laguna de Cucurial
- Laguna de Marano
- Laja Lisa
- Limón Guapuchi
- Macuruco
- Manaca (Ucata)
- Mereyal
- Miniciare
- Miriche
- Niericagua
- Palmarito
- Panorama
- Paso Caranaven
- Paso Ganao
- Piedra Blanca
- Pijiguao
- Piojo
- Sabanita de Cupaven
- San Fernando de Atabapo
- San José de Yureba
- San Juan de Ucata
- San Pablo
- Santa Cruz
- Santa Cruz de Iboa
- Santa Inés de Guapachi
- Siquita
- Supiro
- Trapichote
- Yacuray I
- Yacuray II
- Yaguiguapo
- Yaracuy